# Sanada Masayuki
En aquest nom japonès, el cognom és Sanada.
Sanada Masayuki (真田昌幸, 1544 - 13 de juliol del 1608) va ser un samurai del període Sengoku i inicis del període Edo de la història del Japó. Va ser el tercer fill de Sanada Yukitaka, un dàimio vassall del clan Takeda a la província de Shinano. Sanada Nobuyoki i Sanada Yukimura van ser els seus fills.

## Biografia
Masayuki va canviar el seu nom al de Muto Kihei per poder heretar el clan Muto, una branca del clan Takeda. Takeda Shingen descobrir que Masayuki era talentós, per la qual cosa el va convertir en un dels seus servents. Posterior a la mort de Shingen, va continuar servint al clan sota les ordres de Takeda Katsuyori. Durant la batalla de Nagashino de 1575 els seus germans grans, Nobutsuna i Masateru, van ser assassinats, per la qual cosa va tornar a utilitzar el cognom Sanada per mantenir el lideratge del clan.
Durant la batalla de Sekigahara del 1600 va decidir aliar-se amb el bàndol d'Ishida Mitsunari mentre que el seu fill gran, Nobuyuki, va decidir assistir al bàndol de Tokugawa Ieyasu. Durant el conflicte Masayuki defensà el Castell Ueda en contra del setge realitzat per les tropes de Tokugawa Hidetada, fill d'Ieyasu. El setge va començar el 12 d'octubre i finalment Hidetada va decidir trencar el 16 d'octubre sense haver aconseguit prendre el castell tot i una força molt superior a la dels defensors.
La batalla de Sekigahara va concloure amb una victòria per Ieyasu pel que originalment Masayuki i el seu fill Yukimura van ser condemnats a ser executats però gràcies a la participació de Nobuyuki en el bàndol triomfador, van ser només condemnats a l'exili a la província de Kii.
Masayuki morir finalment el 1608.